# Tidslinje for miljømæssige begivenheder der har påvirket mennesker
Tidslinie for miljømæssige begivenheder der har påvirket mennesker. Denne artikel er oprettet under navnet "Tidslinjen for økologisk historie" og opregner begivenheder i det ydre miljø, som har påvirket begivenheder i menneskets historie. "Miljømæssige begivenheder" skal forstås i bredeste forstand: vulkanudbrud, jordrystelser, meteornedslag, orkaner, klimaændringer, vandstandsændringer osv. såvelsom ændringer, ulykker, folkevandringer, krige osv. forårsaget af mennesker selv.
.

## Tiden før 10.000 f.Kr.
Tiden fra rundt regnet 15.000 til 5.000 f.Kr. var en periode med omskiftelser og hastig og omfattende ændring i miljøet, mens planeten bevægede sig fra en istid og hen mod en varmeperiode. Havniveauet steg dramatisk (og gør det fortsat). Landområder, der havde været trykket ned, da gletsjerne blev dannet, begyndte at hæve sig igen, skove og ørkener bredte sig, og klimaet blev efterhånden mere nutidigt. Under opvarmningsperioden forekom der adskillige kulde- og varmetider, som f.eks. Ældre Dryas og det Holocæne klimaoptimum såvel som kraftigere nedbør. Dertil kom, at den pleistocæne megafauna uddøde som følge af miljømæssige og evolutionært pres fra det foranderlige klima. Det markerede begyndelsen på den kvartære uddøen, som er fortsat af mennesker ind i nutiden. Tiden fra for ca. 11.700 år siden (9.700 f.Kr.) betragtes almindeligvis som afslutningen på forhistorien (Pleistocæn, Palæolitikum, Ældre stenalder, Seneste istid) og begyndelsen på den moderne tid, som vi kender den.
| År                                                                                         | År                                                                                         | Begivenhed(er) |
| Start                                                                                      | Slut                                                                                       | Begivenhed(er) |
| ------------------------------------------------------------------------------------------ | ------------------------------------------------------------------------------------------ | --- |
| ca. 2.588.000 f.Kr.                                                                        | ca. 12.000 f.Kr.                                                                           | Pleistocæn perioden |
| ca. 21.000 f.Kr.                                                                           | ca. 21.000 f.Kr.                                                                           | Nye spor viser, at mennesker indsamlede og spiste vilde kornsorter så langt tilbage som for 23.000 år siden. |
| ca. 20.000 f.Kr.                                                                           | ca. 20.000 f.Kr.                                                                           | Antarktis oplever en hastig og pludselig stigning i temperaturen på 6 °C |
| ca. 19.000 f.Kr.                                                                           | ca. 19.000 f.Kr.                                                                           | Sidste glaciale maksimum: laveste vandstand |
| ca. 20.000 f.Kr.                                                                           | ca. 12.150 f.Kr.                                                                           | Mesolitikumperioden |
| ca. 17.000 f.Kr.                                                                           | ca. 13.000 f.Kr.                                                                           | Ældre Dryas (kuldeperiode) lige efter den seneste istid i Europa. |
| ca. 13.000 f.Kr.                                                                           | ca. 13.000 f.Kr.                                                                           | Indledningen til den holocæne uddøen. Tidligste vidnesbyrd om krig. Meltwater pulse 1A hæver vandstanden 20 m. |
| ca. 12.670 f.Kr.                                                                           | ca. 12.000 f.Kr.                                                                           | Bøllingtidens mellemtilstand (varm og fugtig periode) mellem Ældste dryas- og Ældre dryas-stadierne (kølige perioder) ved afslutningen af Seneste istid. På steder, hvor man ikke finder Ældre dryas, kaldes perioden Bølling-Allerød. |
| ca. 12.340 f.Kr.                                                                           | ca. 11.140 f.Kr.                                                                           | Det ægyptiske fundsted, Cemetery 117, er stedet for de ældst kendte spor efter krig. |
| ca. 12.500 f.Kr.                                                                           | ca. 10.800 f.Kr.                                                                           | Natufisk kultur indleder landbrug i det små. |
| ca. 12.150 f.Kr.                                                                           | ca. 11.140 f.Kr.                                                                           | Ældre stenalder (natufiske kultur): visse steder slutter den ældste stenalder omkring 9.500 f.Kr. |
| ca. 12.000 f.Kr.                                                                           | ca. 11.700 f.Kr.                                                                           | Ældre dryas mellemfase (kølig periode) |
| ca. 11.700 f.Kr.                                                                           | ca. 10.800 f.Kr.                                                                           | Allerødtid |
| ca. 13.000 f.Kr.                                                                           | ca. 11.000 f.Kr.                                                                           | Agassiz søen dannes af gletsjernes smeltevand, som flyder via Mackenzie River ud i Ishavet omkring 11.000 f.Kr. Den fremkalder muligvis kuldeperioden i Yngre dryas |
| ca. 12.000 f.Kr.                                                                           | ca. 8.000 f.Kr.                                                                            | Göbekli Tepe, verdens tidligst kendte tempelkompleks, bliver bygget. |
| ca. 10.900 f.Kr. (Kulstof 14-datering (kalibreret) eller ca. 8.900 f.Kr. (ikke-calibrated) | ca. 10.900 f.Kr. (Kulstof 14-datering (kalibreret) eller ca. 8.900 f.Kr. (ikke-calibrated) | Det mulige kometnedslag omtrent ved de nuværende Store søer under Yngre dryas antages at være foregået i et af disse år. |
| ca. 10.800 f.Kr.                                                                           | ca. 10.800 f.Kr.                                                                           | Yngre dryas kuldeperioden begynder. |
| ca. 10.000 f.Kr.                                                                           | ca. 10.000 f.Kr.                                                                           | - Den tidligt boreale tid begynder. - På verdensplan: Havniveauet stiger pludseligt samtidigt med massive oversvømmelser på landjorden som følge af gletsjersmeltning. - Yngre stenalders kultur tager sin begyndelse ved afslutningen af den seneste istid. - De første hulemalerier bliver udført med krigsscener og religiøse scener. Det er begyndelsen til det, som blev til fortællekunst og omformet til skuespilkunst. |

## 10. årtusinde f.Kr.
| År                            | År                            | Begivenhed(er) |
| Start                         | Slut                          | Begivenhed(er) |
| ----------------------------- | ----------------------------- | --- |
| ca. 9.700 f.Kr.               | ca. 9.700 f.Kr.               | - Lake Agassiz gendannes med gletsjernes smeltevand - Beringshavet: Landbroen fra Sibirien til Nordamerika forsvinder på grund af det stigende havniveau. Se Beringia - Nordamerika: Long Island bliver til en ø, og er ikke længere bare en randmoræne, da det stigende vand bryder gennem den vestlige ende af Long Island Sound |
| ca. 9.660 til ca. 9.600 f.Kr. | ca. 9.660 til ca. 9.600 f.Kr. | Kuldeperioden i Yngre dryas ophører. Pleistocæn slutter og Holocæn begynder. Store områder af tidligere isdækket land bliver beboeligt igen. Visse kilder placerer yngre dryas mellem 10.800 f.Kr. og 9.500 f.Kr.. Denne kuldeperiode blev sandsynligvis fremkaldt ved afbrydelsen af den nordatlantiske varmestrøm (Golfstrømmen) på grund af udstrømning fra Agassiz søen, der blev gendannet. |
| ca. 9.500 f.Kr.               | ca. 9.500 f.Kr.               | - Ancylus Søen, som blev en del af nutidens Østersø, dannes. - Der er vidnesbyrd om høst, men ikke nødvendigvis dyrkning, af vilde græsser i Lilleasien ved denne tid. - Afslutning af den præboreale periode af klimaændringen i Europa. - Et præborealt plantesamfund med Almindelig Ene, Pile- og Birkearter afsætter pollen. - Yngre stenalder begynder i oldtiden Mellemøsten. - Spor efter den tidligste bebyggelse i Jeriko - I Antarktis begynder den langvarige afsmeltning af de antarktiske isdækker. - Klonkolonien af Tandet Kreosotbusk (Larrea tridentata), kaldet "King Clone", spirer i Mojaveørkenen nær Lucerne Valley i Californien. |
| ca. 9.270 f.Kr.               | ca. 9.270 f.Kr.               | Grønland oplever en pludselig og hastig temperaturstigning på 4 °C |
| ca. 9.000 f.Kr.               | ca. 9.000 f.Kr.               | De første stenbygninger bygges i Jeriko. |

## 9. årtusinde f.Kr.
| År                        | År                        | Begivenhed(er) |
| Start                     | Slut                      | Begivenhed(er) |
| ------------------------- | ------------------------- | --- |
| ca. 8.500 f.Kr. til 7.370 | ca. 8.500 f.Kr. til 7.370 | Jeriko bliver etableret som en af verdens ældste byer på et tidspunkt mellem 8.500 f.Kr. og 7.370 f.Kr. |
| ca. 8.000 f.Kr.           | ca. 8.000 f.Kr.           | - Overgang fra boreal tid til atlantisk tid. - Europa: Den seneste istid slutter. - Den yngste del af ældste stenalder slutter og ældre stenalder begynder. - Antarktis: den langvarige afsmeltning af de antarktiske isdækker er i gang. - Asien: Stigende havniveau på grund af opvarmningen efter istiden. - Nordamerika: Gletsjerne trækker sig tilbage og hen ved år 8.000 f.Kr. var isdækket i Wisconsin. - Verden: Oversvømmelser opstår mange steder på grund af katastrofale gletsjersmeltninger. - Den neolitiske revolution: Nogle mennesker skifter fra at leve som jægere og samlere til at leve af landbrug. |

## 8. årtusinde f.Kr.
| År                | År                | Begivenhed(er) |
| Start             | Slut              | Begivenhed(er) |
| ----------------- | ----------------- | --- |
| ca. 7.900 f.Kr.   | ca. 7.700 f.Kr.   | Lake Agassiz bliver genfyldt med smeltevand omkring 7.900 f.Kr., mens gletsjerne trækker sig tilbage mod nord.                                                                       |
| ca. 7.640 f.Kr.   | ca. 7.640 f.Kr.   | Den teoretiske dato for nedslaget af Tollmanns hypotetiske bolide og den dermed forbundne, globale katastrofe.                                                                       |
| ca. 7.500 f.Kr.   | ca. 7.500 f.Kr.   | - I ældre stenalder når jægerfolk frem til Irland - En klonkoloni af Rød-Gran (Picea abies), kaldet "Gamle Tjikko", der nu har levet i 9.500 år, spirer i det nuværende Sverige.     |
| 7.500-7.000 f.Kr. | 3.500-3.000 f.Kr. | En regnperiode begynder i Nordafrika, og den Ældre stenalder slutter. Indtil ca. 5.000 f.Kr. er Sahara væsentligt mere fugtig end i dag, og området kan sammenlignes med en savanne. |

## 7. årtusinde f.Kr.
| År                 | År                 | Begivenhed(er) |
| Start              | Slut               | Begivenhed(er) |
| ------------------ | ------------------ | --- |
| ca. 6.600 f.Kr.    | ca. 6.600 f.Kr.    | Jiahu symboler, tegn, indridset på et skildpaddeskjold i Jiahu, Nordkina. |
| ca. 6.500 f.Kr.    | ca. 6.500 f.Kr.    | - Engelske Kanal er dannet. - Ubaidperioden begynder i Mesopotamien - Kobberalderen og hjulets opfindelse foregår på dette tidspunkt. - Ældre stenalder slutter og Yngre stenalder begynder i Kina, hvor den sidste fortsætter indtil 2.300 f.Kr. |
| ca. 6.440±25 f.Kr. | ca. 6.440±25 f.Kr. | En vulkan på Kurilerne, nær Kamtjatka-halvøen, går i udbrud med en heftighed på 7 efter VEI-skalaen. Det er en af de kraftigste i Holocænperioden. |
| ca. 6.400 f.Kr.    | ca. 6.400 f.Kr.    | Agassiz-søen tømmes ud i oceanerne for sidste gang og efterlader søerne Manitoba, Winnipeg, Winnipegosis, og Lake of the Woods blandt flere andre i området. Tømningen kan have været årsagen til kulde- og tørketiden år 6.200 f.Kr., 200 år senere. |
| ca. 6.200 f.Kr.    | ca. 6.200 f.Kr.    | 8.200-års hændelsen, en pludselig og væsentlig nedkølingsehændelse. |
| ca. 6.100 f.Kr.    | ca. 6.100 f.Kr.    | Storeggaskredet fremkalder en voldsom tsunami i Norskehavet |
| ca. 6.000 f.Kr.    | ca. 6.000 f.Kr.    | - Det Holocæne klimamaksimum, den varmeste periode i løbet af de seneste 125.000 år med mindsket gletsjerdannelse og det højeste havniveau. - Det stigende havniveau skaber Torresstrædet, der adskiller Australien fra Ny Guinea. - Forstærket udtørring og dermed afslutning på regnperioden i Sahara. - I tilknytning til det mere varme og havprægede klima i Atlantisk tid dannes der ege--elmeskove. Moderne, vild fauna indvandrer, ledsaget i forstærket grad af menneskelige indslæbelser, der forbindes med spredningen af landbrugsteknologier i Yngre stenalder. - Det forhøjede havnieau på grund af gletsjersmeltningen fremkalder dannelsen af det Irske hav, der adskiller øen Irland fra resten af de britiske øer og det kontinentale Europa. |

## 6. årtusinde f.Kr.
| År              | År              | Begivenhed(er) |
| Start           | Slut            | Begivenhed(er) |
| --------------- | --------------- | --- |
| ca. 5.600 f.Kr. | ca. 5.600 f.Kr. | Ifølge teorien om oversvømmelsen af Sortehavet blev den lavtliggende sø fyldt op fra Middelhavet. Ca. 12.500 km³ saltvand skal være strømmet ind og har omdannet søen til et salt hav. |
| ca. 5.500 f.Kr. | ca. 5.500 f.Kr. | Indledningen til ørkenspredning i Nordafrika. Det medfører i sidste ende omdannelsen af den tidligere savanne til Saharaørkenen, selv om den forblev mere fugtig, end den er i dag. Det er muligt, at denne proces tvang folk i området til udvandre til egnene langs Nilen i øst. Det kan have skabt grundlaget for, at den egyptiske højkultur. |
| ca. 5.300 f.Kr. | ca. 5.300 f.Kr. | - Symbolerne i Vinčaskriften (og dem, der ses på Tărtăriatavlerne) kan være blandt de ældste skriftsystemer. |
| ca. 5.000 f.Kr. | ca. 5.000 f.Kr. | - Den ældre peron-periode, en global varmeperiode, begynder. - Tidligste brug af sejl. Det første, kendte billede stammer fra en egyptisk urne, fundet i Luxor. - Skift fra Atlantisk tid til Subboreal tid. - Metallurgi dukker op. |
| 5.000 f.Kr.     | 700 f.Kr.       | De megalitiske templer på Malta bliver skabt. |

## 5. årtusinde f.Kr.
| År              | År              | Begivenhed(er)                                                                               |
| Start           | Slut            | Begivenhed(er)                                                                               |
| --------------- | --------------- | -------------------------------------------------------------------------------------------- |
| ca. 4.570 f.Kr. | ca. 4.250 f.Kr. | Merimde-kulturen ved Nilen                                                                   |
| 4.400 f.Kr.     | 3.500 f.Kr.     | Amra-kulturen eller Naqada I-kulturen i det prædynastiske Egypten.                           |
| ca. 4.000 f.Kr. | ca. 4.000 f.Kr. | Det egentlige landbrug bliver taget i anvendelse i Danmark af den såkaldte Tragtbægerkultur. |
| 3.100 f.Kr.     | 3.100 f.Kr.     | Uruk-kulturen begynder i Mesopotamien.                                                       |

## 4. årtusinde f.Kr.
| År                                | År                                | Begivenhed(er) |
| Start                             | Slut                              | Begivenhed(er) |
| --------------------------------- | --------------------------------- | --- |
| 3.900 f.Kr.                       | 3.900 f.Kr.                       | - Intens udtørring udløste en verdensomspændende vandring mod floddalene. Det kan have medvirket til ændringer i menneskelig adfærd som f.eks. indførelse af patriarkat, privat ejendomsret, social lagdeling, udvikling af jegfølelse, tro på et liv efter døden og genfødsel, dyrkelse af antropomorfe guddomme og tanken om en lineær, historisk tidsopfattelse. Deri kan også ligge en inspiration for myten om menneskets fald. - Brat afslutning på Ubaidperioden. |
| 3.600 f.Kr.                       | 2.800 f.Kr.                       | - Klimaændring: kulde og tørke i Vesteuropa og tørke i Sahara og Mellemøsten. - I Europa betyder klimaændringen, at de subboreale skove bliver domineret af eg og bøg. - Gletsjerfremtrængen medfører nedsat økonomisk rigdom i de områder af Mellemøsten, som ikke kan kunstvandes. |
| 3.500 f.Kr. to 3.000 f.Kr.        | 3.500 f.Kr. to 3.000 f.Kr.        | Afslutning af regnperioden i Yngre stenalder og tilbagevenden af meget varme og tørre vilkår i Sahara. |
| 3.500 f.Kr.                       | 3.200 f.Kr.                       | Gerzehkulturen i Egypten. |
| 3.200 f.Kr.                       | 3.000 f.Kr.                       | Protodynastisk periode (eller Dynasti 0) i Egypten |
| 3.100 f.Kr.                       | 2.686 f.Kr.                       | Tidlig dynastisk tid i Egypten. Kendetegnene på Det gamle Egypten (kunst, arkitektur, religion) blev alle skabt i løbet af denne periode. Det er almindeligt antaget, at dette var stedet og tidspunktet for det første skriftsystem, de egyptiske hieroglyffer (den præcise datering diskuteres stadig, og mens nogle mener, at det skete så tidligt som 3.200 f.Kr., mener andre, at skriften først blev udviklet i det 28. århundrede f.Kr.).                         |
| mellem 3.000 f.Kr. og 2.800 f.Kr. | mellem 3.000 f.Kr. og 2.800 f.Kr. | Det 30 km brede Burckle krater er dannet i det Indiske ocean. Det er muligt, at det skyldes et meteor- eller kometnedslag, og begivenheden kan have dannet baggrund for de fleste oversvømmelsesmyter. |

## 3. årtusinde f.Kr.
| År                       | År                       | Begivenhed(er) |
| Start                    | Slut                     | Begivenhed(er) |
| ------------------------ | ------------------------ | --- |
| ca. 30. århundrede f.Kr. | ca. 30. århundrede f.Kr. | - ca. 3000 f.Kr.: Opførelsen af Stonehenge begynder. I sin første version består den af en cirkelrund grøft og vold med 56 træpæle. (Caroline Alexander: If Stones Could Speak i National Geographic Magazine, juni 2008). - Den Sumeriske type af kileskrift, der anses for at være blandt de ældste skrifter, bliver skabt. |
| 2900 f.Kr.               | 2900 f.Kr.               | Oversvømmelser omkring Shuruppak med sedimenter i det nuværende Sydirak og strækkende sig så langt mod nord som til Kish og så langt mod syd som til Uruk, forbindes med kraftige regnskyl i Nineveh og en mulig spærring af Karunfloden, så den løber ud i Tigris. Dette afslutter Jemdet Nasr-perioden og indleder den tidlige, dynastiske periode i Mesopotamien. Der er en mulig forbindelse fra denne begivenhed til Bibelens fortælling om Syndfloden. |
| ca. 2880 f.Kr.           | ca. 2880 f.Kr.           | Træet ”Prometeus” (en Børstekoglefyr (Pinus longaeva)) spirer. Den blev tidligere anset for at være verdens ældste, ikke-klonede organisme. |
| ca. 2832 f.Kr.           | ca. 2832 f.Kr.           | Træet ”Metusalem” (en Børstekoglefyr (Pinus longaeva)) spirer. Den er for tiden verdens ældste, kendte ikke-klonede organisme. |
| 2807 f.Kr.               | 2807 f.Kr.               | Den formodede dato for et nedslag af en asteroide eller komet mellem Afrika og Antarktis ligger omkring solformørkelsen den 10. maj. Dette bygger på analyse af oversvømmelsesberetninger. Nedslaget fremkaldte sandsynligvis Burckle krateret og Fenambosy chevronaflejringen. |
| 2650 f.Kr.               | 2650 f.Kr.               | - Den sumeriske fortælling om Gilgamesh beskriver store områder med Cederskov i den sydlige del af det nuværende Irak. Gilgamesh trodser guderne og fælder skoven. Til gengæld siger guderne, at de vil forbande Sumer med ild (eller muligvis tørke). Ca. 2.100 f.Kr. havde jorderosion og øget saltindhold ødelagt landbruget. En sumerer skrev, at ”jorden blev hvid”. Civilisationen flyttede nordpå til Babylonien og Assyrien. Atter bliver skovfældning en faktor i civilisationerner opstigning og fald. - Nogle af de første love til beskyttelse af de tilbageværende skove udstedes i Ur. |
| ca. 2.630 f.Kr.          | 1815 f.Kr.               | Opførelse af de egyptiske pyramider. |
| 2.500 f.Kr.              | 2.500 f.Kr.              | Sahara bliver fuldstændigt udtørret og betingelserne bliver i store træk identiske med dem, der kendes i dag. Udtørringen havde stået på fra 7.500-6.000 f.Kr. som et resultat af forskydningen af det vestafrikanske monsunbælte sydpå fra Sahel, forstærket af 5.900-års begivenheden. De følgende fordampningsmængder i regionen førte til udtørringen af Sahara, sådan som det kan ses af faldet i Chad-søens overfladeniveau. Tehenufolket i Sahara forsøger at trænge ind i Egypten, og der er tegn på en Niltørke i Unas' pyramide.                                                           |
| efter 2.400 f.Kr.        | efter 2.400 f.Kr.        | Indvandring af det folk, som bragte det indoeuropæiske – senere germanske sprog til Danmark, også kaldet Enkeltgravskulturen. |
| 2300 f.Kr.               | 2300 f.Kr.               | Yngre stenalder slutter i Kina. |
| 2200 f.Kr.               | 2200 f.Kr.               | Indledningen til en alvorlig tørke i Nordafrika, Sydvestasien og det centrale Nordamerika, som sandsynligvis blev årsag til sammenbruddet af både Det gamle rige og det Akkadiske rige i Mesopotamien. Dette falder sammen med overgangen fra den subboreale periode til den subatlantiske. |
| 21. århundrede f.Kr.     | 21. århundrede f.Kr.     | Opførelsen af Zigguraten i Ur. |

## 2. årtusinde f.Kr.
| År             | År             | Begivenhed(er) |
| Start          | Slut           | Begivenhed(er) |
| -------------- | -------------- | --- |
| ca. 2000 f.Kr. | ca. 1000 f.Kr. | Den fortsatte bjergdannelse i Himalaya bidrager til, at floden Sarasvati tørrer ind og at Tharørkenen dannes. Dette fører til Harappacivilisationens tilbagegang. |
| 1900 f.Kr.     | 1900 f.Kr.     | Atrahasisfortællingen beskriver en oversvømmelse i Babylonien med advarsler om konsekvenserne af overbefolkning. |
| 1600 f.Kr.     | 1600 f.Kr.     | Det Minoiske vulkanudbrud ødelægger størstedelen af øen Santorini (Thera), men også den minoiske kultur på Kreta. Det kan være baggrunden for sagnet om ”Atlantis”. |
| 1450 f.Kr.     | 1450 f.Kr.     | Den minoiske kultur i det østlige middelhavsområde svækkes, men forskerne er uenige om årsagen. Det er muligt, at et vulkanudbrud var årsagen til katastrofen. På den anden side kan gradvis nedhugning af skovene have medført mangel på materialer til produktion og skibsfart. Tab af tømmerreserver og en efterfølgende ødelæggelse af kulturens hjemland var sandsynligvis en faktor i den minoiske magts nedgang i den sene bronzealder. Se John Perlin: A Forest Journey, 1991, ISBN 0-674-30892-1. |
| 1206 f.Kr.     | 1187 f.Kr.     | Tegn på kraftig tørke i den østlige del af Middelhavsområdet. Beretninger fra Hittitterriget og Ugarit fortæller om anmodninger om korn, der blev sendt til Egypten, sandsynligvis under farao Merenptah. Årsagen kan have været en midlertidig omdirigering af vinteruvejrene nord for Pyrenæerne og Alperne. Centraleuropa oplevede i store træk mere fugtige forhold, mens der var væsentligt mere tørt i den østlige del af Middelhavsområdet. Det ser ud til, at man i stort omfang opgav at leve af jordbrug og i stedet gik over til omvandrende hyrdedrift i det centrale Anatolien, på Sinai og i det nordvestlige Arabien. |

## 1. årtusinde f.Kr.
| År            | År            | Begivenhed(er) |
| Start         | Slut          | Begivenhed(er) |
| ------------- | ------------- | --- |
| 800 f.Kr.     | 500 f.Kr.     | - Subborealperiode i Vesteuropa. - Afslutning på den seneste stigning i havniveauet. - Spredning af kvadratiske småmarker, førromersk jernalder og Hallstattkulturen. - Øget rigdom i Europa og Mellemøsten. |
| 800 f.Kr.     | 200 f.Kr.     | Aksetiden, en revolution inden for tænkning, som vi kalder for filosofi, begynder i Kina, Indien og Europa med folk som Sokrates, Platon, Homer, Siddharta Gautama, Lao-tse, Konfutse, der alle levede på denne tid. |
| 753 f.Kr.     | 753 f.Kr.     | Antikkens Rom tager sin begyndelse med grundlæggelsen af byen. Dette markerer også begyndelse på antikken. |
| 508 f.Kr.     | 508 f.Kr.     | Demokrati skabes i Athen, Oldtidens Grækenland |
| 356 f.Kr.     | 323 f.Kr.     | Alexander den Store |
| 269 f.Kr.     | 232 f.Kr.     | Ashokas regeringstid og begyndelsen på spredningen af buddhismen. |
| ca. 225 f.Kr. | ca. 225 f.Kr. | Den subboreale periode begyndte ca. år 225 f.Kr. (beregnet på grundlag af kulstof 14-datering). Man har karakteriseret den som regnfuld, kølig og mere fugtig med en stigende dominans af bøgeskove. Periodens dyreliv er i store træk, som det kendes i dag, men efterhånden vidtgående forringet ved menneskelige aktiviteter. Havniveauet har generelt været faldende gennem perioden med undtagelse af Nordamerika. |
| ca. 200 f.Kr. | ca. 200 f.Kr. | Sri Lanka er det første land, som får skabt en fredning (”Mihintale Wildlife Sanctuary”) af det vilde dyreliv efter kong Devanampiya Tissas beslutning |

## 1.årtusinde e.Kr.

### 1. århundrede
| År    | År    | Begivenhed(er)                                                                                           |
| Start | Slut  | Begivenhed(er)                                                                                           |
| ----- | ----- | --- |
| 79 AD | 79 AD | Ved Vesuvs udbrud bliver byerne Pompeii og Herculaneum begravet i et flere meter tykt lag vulkansk aske. |

### 2. århundrede
| År    | År   | Begivenhed(er) |
| Start | Slut | Begivenhed(er) |
| ----- | ---- | --- |
| 114   | 117  | Romerriget når sin største udfoldelse, målt i arealstørrelse, dvs. fra Sahara ørkenen til England og Belgien og derfra videre langs Donau og Sortehavet til Mesopotamien og nutidens Kuwait. |
| 186   | 186  | Vulkanen Hatepes udbrud i New Zealand farver himlen rød over Rom og i Kina. |

### 3. århundrede
| År    | År   | Begivenhed(er)                                                                                                 |
| Start | Slut | Begivenhed(er)                                                                                                 |
| ----- | ---- | --- |
| 235   | 284  | Krisen i det tredje århundrede svækker Antikkens Rom og gør riget sårbart for Folkevandringstidens invasioner. |

### 4. århundrede
| År      | År      | Begivenhed(er)                                                                                           |
| Start   | Slut    | Begivenhed(er)                                                                                           |
| ------- | ------- | --- |
| ca. 300 | ca. 300 | Folkevandringstiden begynder. Dette fører i løbet af et par århundreder til Det vestromerske riges fald. |
| 301     | 301     | San Marino bliver grundlagt og hævder at være verdens ældste republik.                                   |

### 5. århundrede
| År      | År      | Begivenhed(er) |
| Start   | Slut    | Begivenhed(er) |
| ------- | ------- | --- |
| ca. 400 | ca. 800 | Folkevandringstiden                                                                                                |
| ca. 450 | ca. 450 | Epidemi med malaria i Italien.                                                                                     |
| 476     | 476     | Det Vestromerske Rige falder endegyldigt sammen, da den romerske hærfører, Syagrius, lider nederlag til frankerne. |

### 6. århundrede
| År    | År   | Begivenhed(er) |
| Start | Slut | Begivenhed(er) |
| ----- | ---- | --- |
| 535   | 536  | Klimachok i 535-536: senantikkens lille istid, vulkanudbrud medfører store uregelmæssigheder i det globale vejr og berører mange civilisationer. |

### 7. århundrede
| År    | År   | Begivenhed(er)                                                              |
| Start | Slut | Begivenhed(er)                                                              |
| ----- | ---- | --------------------------------------------------------------------------- |
| 750   | 750  | Muslimske erobringer i Mellemøsten, Nordafrika og Europa.                   |
| 700   | 700  | Den komplekse vulkan, Mount Edziza i Britisk Columbia, Canada går i udbrud. |

### 8. århundrede
| År            | År            | Begivenhed(er) |
| Start         | Slut          | Begivenhed(er) |
| ------------- | ------------- | --- |
| Dates unknown | Dates unknown | Den mellemamerikanske maya civilisation begynder en tilbagegang. Beovulfkvadet er sandsynligvis nedskrevet i Europa på et eller andet tidspunkt i dette århundrede.                                          |
| 750           | 750           | Det muslimske kalifat bliver flyttet til Bagdad, der får en gylden tid som kulturel korsvej. |
| 774           | 775           | Usædvanligt høje niveauer af kulstof 14 måles i årringene over hele Japan. De skyldes mest sandsynligt et gammaglimt,.                                                                                       |
| 772           | 804           | Karl den Store invaderer det nuværende, nordvestlige Tyskland og kæmper mod sakserne, hvis modstand han knuser efter mere end 30 års kamp. Derefter bliver Sachsen indlemmet i Frankerriget og kristenheden. |

### 9. århundrede
| År      | År      | Begivenhed(er) |
| Start   | Slut    | Begivenhed(er) |
| ------- | ------- | --- |
| ca. 850 | ca. 850 | Alvorlig tørke forværret af jorderosion bevirker, at de mellemamerikanske mayabystater bryder sammen. Dermed ophører den klassiske mayacivilisation. |
| 874     | 874     | Bosættelsen på Island begynder dette år ifølge Landnámabók.                                                                                          |

### 10. århundrede
| År    | År   | Begivenhed(er)                                                                  |
| Start | Slut | Begivenhed(er)                                                                  |
| ----- | ---- | ------------------------------------------------------------------------------- |
| 930   | 930  | Altinget, det ældste, stadig igangværende parlament i verden, bliver grundlagt. |
| 980s  | 980s | Grønland bliver befolket af vikingetidens kolonister fra Island.                |

## 2. årtusinde

### 11. århundrede
| År    | År   | Begivenhed(er)                                                                                                  |
| Start | Slut | Begivenhed(er)                                                                                                  |
| ----- | ---- | --- |
| 985   | 1080 | Norrøn kolonisation i Nordamerika (Vinland) ved L'Anse aux Meadows.                                             |
| 1006  | 1006 | SN 1006 supernovaen, den mest lysende stjernebegivenhed i historisk tid (-7.5 tilsyneladende størrelsesklasse). |
| 1054  | 1054 | SN 1054 supernova, som opstod i Krabbetågen.                                                                    |
| 1099  | 1099 | Regionerne Hodh Ech Chargui og Hodh El Gharbi i Mauritanien bliver til ørken.                                   |

### 12. århundrede
| År          | År          | Begivenhed(er) |
| Start       | Slut        | Begivenhed(er) |
| ----------- | ----------- | --- |
| 1104        | 1104        | Arsenale di Venezia i Venezia grundlægges. Det havde 16.000 ansatte på sit højdepunkt, hvor masseproducerede sejlskibe på samlebånd hundreder af år før Den industrielle revolution. |
| 1150        | 1150        | Det tolvte århundredes renæssance. Højovnen til smeltning af støbejern bliver importeret fra Kina.                                                                                   |
| 1185        | 1185        | Tidligste omtale af vindmøller i Europa. |
| ukendt dato | ukendt dato | Nan Madol bliver bygget på Pohnpei i Mikronesien |

### 13. århundrede
| År                           | År                           | Begivenhed(er)                                                                                      |
| Start                        | Slut                         | Begivenhed(er)                                                                                      |
| ---------------------------- | ---------------------------- | --------------------------------------------------------------------------------------------------- |
| ca. 1250                     | ca. 1850                     | Begyndelsen på Den lille istid, en kølig periode inden for den nuværende mellemistids varmeperiode. |
| slutn. af det 13. århundrede | slutn. af det 13. århundrede | Indledningen til renæssancen i Italien, hvorfra den gradvist spredes til resten af Europa.          |

### 14. århundrede
| År    | År        | Begivenhed(er) |
| Start | Slut      | Begivenhed(er) |
| ----- | --------- | --- |
| 1315  | 1317      | Den store hungersnød 1315–1317 (i Europa) |
| 1347  | 1350'erne | Byldepest betyder nedgang i befolkningstallene for Europa og lægger grunden til de første forsøg på at gennemføre offentlig sundheds- og karantænelovgivning. |
| 1350  | 1350      | Vesterbygden i Grønland bliver opgivet muligvis på grund af klimaforværringen i den såkaldte ”lille istid”.                                                   |

### 15. århundrede
| År    | År   | Begivenhed(er) |
| Start | Slut | Begivenhed(er) |
| ----- | ---- | --- |
| 1408  | 1408 | Den sidste beskrevne begivenhed (et bryllup) blandt nordiske nybyggere på Grønland. |
| 1453  | 1453 | Vulkanen Kuwae i Stillehavet går i udbrud. Det bidrager til Konstantinopels fald. Begyndende udvikling af en miljøvidenskab.                                                                                            |
| 1492  | 1492 | Christopher Columbus lander på de Karibiske øer. Det fører til sammenbruddet af Aztekerriget og Inkariget i løbet af det følgende århundrede, mens forskellige arter af dyr og planter bliver bragt over Atlanterhavet. |

### 16. århundrede
| År                               | År                               | Begivenhed(er)                                                                                            |
| Start                            | Slut                             | Begivenhed(er)                                                                                            |
| -------------------------------- | -------------------------------- | --- |
| 1585                             | 1587                             | Roanoke kolonien i det nuværende North Carolina.                                                          |
| Slutningen på det 16. århundrede | Slutningen på det 16. århundrede | Slutningen på Renæssancen og gradvis overgang til Barokken, Oplysningstiden, Romantikken og Moderniteten. |

### 17. århundrede
| År    | År   | Begivenhed(er) |
| Start | Slut | Begivenhed(er) |
| ----- | ---- | --- |
| 1600  | 1600 | Vulkanen Huaynaputina kommer i udbrud i det nuværende Peru. Eksplosionen påvirkede klimaet på den Nordlige halvkugle (Beskrivelser fra den Sydlige halvkugle er mindre fyldestgørende), hvor 1601 blev det koldeste år i seks århundreder, hvilket medførte hungersnød i Rusland. Se den Russiske hungersnød 1601–1603. |

### 18. århundrede
| År       | År       | Begivenhed(er) |
| Start    | Slut     | Begivenhed(er) |
| -------- | -------- | --- |
| ca. 1750 | ca. 1750 | Begyndelsen på Den industrielle revolution, som efterhånden går over til at bruge kul og andre fossile brændstoffer som drivmidler for dampmaskiner og andre hjælpemidler. Mennskeskabt forurening med kulstof øges som forventeligt.                                                           |
| 1755     | 1755     | Jordskælvet i Lissabon 1755 opstod lørdag den 1. november, Allehelgensdag, ca. kl. 09:40 lokal tid. De følgende brande og en tsunami ødelagde Lissabon og dens omegn næsten fuldstændigt, hvad der skærpede de politiske spændinger i Portugal og fuldstændigt afbrød kongerigets kolonidrømme. |
| 1770     | 1770     | Udebleven monsunregn i slutningen af 1760’erne bidrager til Hungersnøden i Bengalen 1770, hvor 10 millioner mennesker dør. Dette fremtvinger den ændring i det Britiske imperiums skattepolitik, som senere blev årsag til den Amerikanske uafhængighedskrig.                                   |
| 1783     | 1783     | Vulkanen Laki kommer i udbrud og udspyr så stor mængde svovldioxid og svovlpartikler, at det dræber hovedparten af Islands kvæg og fremkalder en usædvanligt kold vinter i Europa og Vestasien.                                                                                                 |
| 1789     | 1793     | En nylig undersøgelse af mønstrene bag El Niño antyder, at den Franske revolution delvist skyldtes lave høstudbytter i 1788-89 i Europa. Dette blev fremkaldt af en usædvanligt kraftig El-Niño i årene 1789-93.                                                                                |
| 1798     | 1798     | Thomas Robert Malthus offentliggør An Essay on the Principle of Population, hvad der indleder den såkaldte malthusiske økonomi. |

### 19. århundrede
| År    | År   | Begivenhed(er) |
| Start | Slut | Begivenhed(er) |
| ----- | ---- | --- |
| 1804  | 1804 | Antallet af verdens befolkning når op på 1 milliard |
| 1815  | 1815 | Vulkanen Tamboras udbrud er det kraftigste i det 2. årtusinde, og det fører til... |
| 1816  | 1816 | ... Året uden sommer i hele Nordamerika og Europa |
| 1845  | 1857 | Usædvanligt vådt vejr i Nordeuropa er skyld i svigtende høstudbytter. Den hårdest ramte afgrøde var kartoflerne, som både Irland (Hungersnøden i Irland 1845-1849) og Skotland (Hungersnøden i Skotland 1846-1856) blev hårdt ramt af. Andre steder i Europa førte fødevaremanglen til social uro og revolutionerne i 1848. Iberegnet den irske udvandring og de udvandrede oprørere rejste millioner af europæere til Nordamerika, Sydamerika og Australien. |
| 1883  | 1883 | Krakataus udbrud i det nuværende Indonesien. Eksplosionen blev hørt så langt bort som Australien og Kina, de ændrede luftstrømme fremkaldte sære farver på himlen, og de vulkanske gasser sænkede de globale temperaturer i de følgende år. En omdiskuteret, men levende fremstillet solnedgang blev opfanget på Edvard Munchs Skriget. |

### 20. århundrede
| År         | År         | Begivenhed(er) |
| Start      | Slut       | Begivenhed(er) |
| ---------- | ---------- | --- |
| 1900       | 1900       | Galveston-orkanen (1900) rammer byen Galveston i Texas og bringer byens tidligere hastige vækst til ende. |
| 1906       | 1906       | Jordskælvet i San Francisco 1906 skaber sammenbrud i forsikringsbranchen og fremkalder aktiepanikken i 1907. |
| 1908       | 1908       | Tunguska-eksplosionen raserer en fjern del af Sibirien. |
| 1914       | 1918       | Den 1. verdenskrig indebærer brug af kraftige bombardementer, eksplosioner og giftgas. |
| 1918       | 1918       | Den spanske syge dræber mellem 50 og 100 millioner mennesker på verdensplan kort efter 1. verdenskrig. |
| 1927       | 1927       | Verdens befolkning nåede op på 2 milliarder |
| 1932       | 1937       | Usædvanlig nedbørsmangel på den nordlige halvkugle, forstærket af menneskelig virksomhed, blev skyld i tørke og støvstorme USA's Midtvesten og i Hungersnøden i Sovjetunionen 1932–1933 (store økonomiske tilbageslag i USA og udbredt sult i USSR)                                                                                                 |
| 1937       | 1945       | Stillehavskrigen og 2. verdenskrig med kraftige bombardementer, folkemord, og eksplosioner. Ved krigens slutning blev atomar krigsførelse taget i anvendelse for første og eneste gang, da de japanske byer Hiroshima og Nagasaki blev bombet. |
| efter 1945 | efter 1945 | Prøvesprængninger udføres af USA, Sovjetunionen, Indien, Pakistan, Kina, Nordkorea, Storbritannien og Frankrig. Sprængninger over jorden fortsætter indtil Den delvise prøvesprængningsaftale bliver undertegnet i 1963. I mellemtiden fremkalder prøvesprængningerne nedfald og spredning af radioaktiv stråling omkring prøvesprængningsstederne. |
| 1957       | 1957       | Sputnik opsendes og bliver den første menneskeskabte genstand i kredsløb om jorden. Dette udløser rumkapløbet mellem USA og USSR, kulminerende med Yuri Gagarin som det første menneske i rummet i 1961 og månelandingen i 1969. |
| 1960       | 1960       | Verdens befolkning når et antal på 3 milliarder. |
| 1974       | 1974       | Verdens befolkning når op på 4 milliarder. |
| 1970'erne  | 2010'erne  | Afindustrialiseringrammer først i Midtvesten og derefter i store dele af USA, da fremstillingsvirksomheder (og deres forurening) flyttes til Kina, Indien og andre lande. |
| 1980       | 1980       | Mount St. Helens går i et eksploderende udbrud i delstaten Washington. |
| 1984       | 1984       | Bhopalulykken. |
| 1986       | 1986       | Tjernobylulykken med nedsmeltning og eksplosion i et kernekraftværk forurener det omgivende land, herunder også byen Pripjat. |
| 1987       | 1987       | Verdens befolkning når op på 5 milliarder. |
| 1999       | 1999       | Verdens befolkning når op på 6 milliarder. |

## 3. årtusinde

### 21. århundrede
| År    | År   | Begivenhed(er) |
| Start | Slut | Begivenhed(er) |
| ----- | ---- | --- |
| 2004  | 2004 | - Jordskælvet i det Indiske Ocean 2004 skaber store tsunamier i det Indiske Ocean og dræber næsten en kvart million mannesker. |
| 2005  | 2005 | - Orkanerne Katrina, Rita og Wilma forårsager udbredte ødelæggelser og miljømæssige skader i samfundene langs USA's sydkyst og især i området ved New Orleans. - Farverevolutioner i Europa, Nordafrika og Mellemøsten |
| 2008  | 2008 | - Orkanen Nargis når ind over Myanmar og skaber udbredte skader. Over 130.000 mennesker dør. |
| 2010  | 2010 | - Jordskælvet i Haiti 2010 ødelægger afgørende infrastruktur og dræber mere end 100.000 mennesker. - Jordskælvet i Chile 2010 med en styrke på 8,8 på Richterskalaen forårsager ødelæggelser i mange byer. - Eyjafjallajökulls vulkanudbrud i 2010 standser lufttrafikken i Europa og påvirker den i andre dele af verden. - Ved olieudslippet i den Mexicanske Golf 2010 forurenes havbugten med 800 ton råolie pr. døgn. |
| 2011  | 2011 | - Jordskælvet ved Sendai 2011, hvor en jordrystelse fremkaldte en tsunami den 11. marts. Dette gjorde, at atomkraftværket ved Fukushima og flere andre værker blev alvorligt beskadiget og har tabt radioaktive stoffer til omgivelserne. - Verdens befolkning når op på 7 milliarder. |
| 2012  | 2012 | - Orkanen Sandy, den kraftigste, tropiske orkan i historisk tid, skader den østlige tredjedel af Nordamerika fra Florida til Quebec og fra Michigan til Nova Scotia |
| 2013  | 2013 | - Tyfonen Haiyan skader den centrale del af Filippinerne med eksplosiv styrke og rekordhøj vindhastighed over land (314 km/t). - Tornadoen ved El Reno 2013, som var led i et vejrsystem med flere tornadoer, ramte byen El Reno i Oklahoma og voksede til en bredde på 4,2 km. |

## Eksterne links
- Timeline of European Environmental History
- Environmental History Timeline